# Saurom
Saurom (kända som Saurom Lamderth fram till 2006) är ett spanskt folk metal-band från San Fernando Cádiz som grundades år 1996. Låttexterna är skrivna på spanska (fem låtar räknar med en version på engelska) och handlar för det mesta om traditionella legender och poesier. Vissa av deras låtar handlar även om fantasyböcker som bland annat Sagan om Ringen och Sagan om is och eld.

## Medlemmar

### Nuvarande medlemmar
- Michael Donovan (Antonio Ruiz) – trummor (1996– )
- Narci Lara (Narciso Lara Márquez) – rytmgitarr, violin (1996– ), sång (1996–2002), flöjt (2001– ), säckpipa (2003– )
- Raulito (Raúl Rueda Hernández) – gitarr (2000)
- Josele (José Antonio Gallardo) – basgitarr (2004– )
- Migue (Miguel Ángel Franco Mejías) – sång (2004– ), gitarr (2004–2008)
- Santi (Santiago L. Carrasco) – keyboard, flöjt (2006– )

### Tidigare medlemmar
- Abraham Reyes – basgitarr (1996–1997)
- Paco (Francisco Garrido) – flöjt (1996–2000), keyboard, säckpipa (1996–2003)
- Godo (José Luis Godoy) – sologitarr (1996–2000)
- Juan Garrido Ramos – basgitarr (1997–2000)
- José Antonio Gil – sång, basgitarr (2000–2004)
- Ana María Crismán – keyboard (2003–2004)
- Sophia Victoria Quarenghi – violin (2003–2005)
- El Peri (Pedro Gómez) – sång (2003–2004)

### Turnerande medlemmar
- Adrián Romero – trummor (2018)

## Diskografi

### Demo
- La cripta del duende (1996)
- Regreso a las Tierras Medias (1997)
- Legado de juglares (1999)
- Orígenes (2000)

### Studioalbum
- El guardián de las melodías perdidas (2001)
- Sombras del este (2002)
- Legado de juglares (2004)
- JuglarMetal (2006)
- Once romances desde Al-Ándalus (2008)
- Maryam (2010)
- Vida  (2012)
- Sueños (2015)
- La Magia de la Luna (2017)
- El Pájaro Fantasma (2023)
- El Principito (2025)

### EP
- Mendigo (2004)
- Sinfonías de los bosques (2006)
- Romances from Al-Ándalus (2008)

### Singlar
- "Maryam" (2010)
- "Noche de Halloween" (2012)
- "El hada & la luna" (2014)
- "Paz" (2014)
- "Sueños perdidos" (2015)
- "¡Vive!" (2015)
- "La musa y el espíritu (sueños)" (2015)
- "El carnaval del diablo" (2016)
- "La mujer dormida" (2016)
- "La musa & el espíritu" (2016)
- "Fiesta" (2016)
- "Se acerca el invierno (Juego de Tronos)" (2017)
- "Romance de la luna, luna" (2017)
- "Saloma" (2017)
- "El pozo de Arán" (2017)